# Llanyre
Llanyre (en anglais) ou Llanllŷr (en gallois) est un village et une communauté du Powys, au pays de Galles.

## Géographie
Llanyre est situé dans le centre du Powys, dans le comté historique du Radnorshire. Il se trouve juste à l'ouest de la ville de Llandrindod Wells dont il est séparé par le cours de l'Ithon (en), un affluent de la Wye.
La communauté de Llanyre comprend aussi le village de Newbridge-on-Wye / Y Bontnewydd-ar-Wy (en). L'Ithon et la Wye marquent les limites de la communauté à l'est et à l'ouest jusqu'à leur confluent, un peu au sud de Newbridge-on-Wye.

## Démographie
Au recensement de 2011, la communauté de Llanyre comptait 1 141 habitants.